# 마크 레빈슨 오디오 시스템
마크 레빈슨(Mark Levinson)은 1972년 마크 레빈슨이 설립한 미국의 하이엔드 오디오 장비 브랜드이다.

## 역사
마크 레빈슨 오디오 시스템(Mark Levinson Audio Systems Ltd., MLAS)은 1972년 마크 레빈슨에 의해 우드브리지에 설립되었다.

## 장비 모델

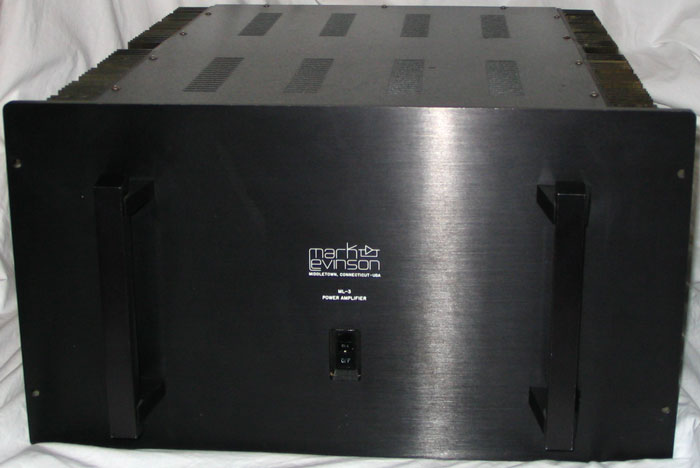
마크 레빈슨 ML-3 앰프

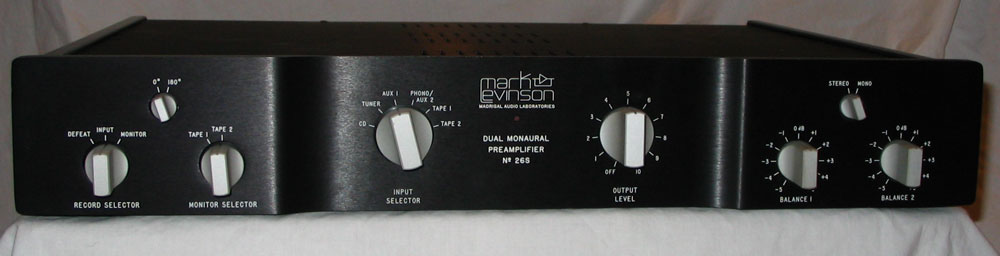
마크 레빈슨 No. 26S 프리앰프

### 앰프
- ML-2 클래스 A 모노 앰프 (전원 공급 장치 통제 포함)
- ML-3 파워 앰프
- ML-9 파워 앰프
- ML-11 파워 앰프

### 프리앰프
- LNP-1 프리앰프
- LNP-2 프로페셔널 프리앰프
- JC-1 무빙 코일 카트리지 프리앰프
- JC-1AC 무빙 코일 카트리지 프리앰프
- JC-2 Straightline 프리앰프
- ML-1 프리앰프
- ML-6, ML-6A, ML-6B 프리앰프
- ML-7, ML-7A 프리앰프
- ML-8 마이크 프리앰프
- ML-10, ML-10A 프리앰프
- ML-12, ML-12A 프리앰프

### 전원공급장치
- PLS-150
- PLS-151
- PLS-153
- PLS-154
- ML-6

### 크로스오버
- LNC-2 일렉트로닉 크로스오버

### 테이프 머신
- ML-5 수정판 Studer A-80 프로페셔널 테이프 레코더